# آورتون
آورتون (به فرانسوی: Averton) یک کمون در فرانسه است که در ماین واقع شده‌است. آورتون ۴۰٫۶۲ کیلومتر مربع مساحت دارد ۱۰۸ متر بالاتر از سطح دریا واقع شده‌است.